# Croton congestus
Espèce
Croton congestus est une espèce de plantes à fleurs du genre Croton et de la famille des Euphorbiaceae présente au centre et au sud de la Chine.
Il a pour synonyme :
- Kurkas congestum, (Lour.) Raff.